# Conversations with Queen
Albums de Queen Pen
My Melody
(1997)
Singles
1. Ghetto Divorce
Sortie : 2001

Conversations with Queen est le deuxième album studio de Queen Pen, sorti le 22 mai 2001.
L'album s'est classé 31e au Top R&B/Hip-Hop Albums et 134e au Billboard 200.

## Liste des titres
| No  | Titre                                                                       | Contient un (des) sample(s) de | Durée |
| --- | --------------------------------------------------------------------------- | ------------------------------ | ----- |
| 1.  | Warn U (featuring Kory Ward – Produit par DR Period)                        |                                | 3:48  |
| 2.  | Pussy Ain't For Free (Produit par Tyrone Fyffe)                             |                                | 3:05  |
| 3.  | I Reps (featuring Cam'ron, DJ Clue et Prodigy – Produit par DR Period)      |                                | 4:08  |
| 4.  | QP / Cam'ron? (featuring Cam'ron)                                           |                                | 0:35  |
| 5.  | QP Walks (Produit par Daddy-O)                                              |                                | 2:55  |
| 6.  | Ghetto Divorce (featuring Miss Jones – Produit par Cochise)                 |                                | 3:44  |
| 7.  | QP / Miss Jones? (featuring Miss Jones)                                     |                                | 0:25  |
| 8.  | I Got Cha (featuring Teddy Riley – Produit par Teddy Riley et Tyrone Fyffe) |                                | 2:38  |
| 9.  | Revolution (featuring Stephen Marley – Produit par The Marley Boyz)         |                                | 4:46  |
| 10. | For You (Produit par The Marley Boyz)                                       |                                | 3:33  |
| 11. | Baby Daddy (Produit par DR Period)                                          |                                | 5:08  |
| 12. | QP / 563? (featuring 563)                                                   |                                | 0:29  |
| 13. | Cold Cold World (Produit par DR Period)                                     |                                | 3:41  |
| 14. | True (featuring Chico DeBarge – Produit par Teddy Riley)                    | True de Spandau Ballet         | 4:22  |
| 15. | What Yall Wanna Hear (featuring Amil – Produit par Chop D.I.E.S.E.L.)       |                                | 4:48  |

| 16. | Who's The | 3:27 |